# Copa Aldao 1945
La Copa Aldao 1945 fue la decimosexta edición del torneo organizado por AFA y AUF. Se disputó con partidos de ida y vuelta. Enfrentó a River Plate, ganador del Campeonato de Primera División 1945; y Peñarol, ganador del Campeonato de Primera División 1945.
El partido de ida se disputó el 6 de diciembre de 1945 en el Estadio Centenario de Montevideo. El partido de vuelta se jugó el 11 de diciembre de 1945 en el Estadio «El Gasómetro» de San Lorenzo de Almagro en Buenos Aires.
Gracias a una destacada actuación de Ángel Labruna, quien anotó cinco goles en la serie, River Plate se consagró campeón obteniendo su cuarto título en la competición.

## Clubes clasificados
Clasificaron como campeones de 1945 en sus respectivas ligas.
| AFA (Argentina) |  | Club Atlético River Plate |  | Campeón de Primera División de Argentina (1945) |
| AUF (Uruguay)   |  | Club Atlético Peñarol     |  | Campeón de Primera División de Uruguay (1945)   |

## Partidos
Encuentro de ida
| 6 de diciembre de 1945 | Peñarol             | 1:2 (0:1) | River Plate           | Estadio Centenario, Montevideo |                             |
|                        | Oscar Chirimini 52' |           | Ángel Labruna 28' 58' | Árbitro(s): Nobel Valentini    | Árbitro(s): Nobel Valentini |

| Guardameta     | Roque Gastón Máspoli |  |
| Defensa        | Agustín Prado        |  |
| Defensa        | Sixto Possamay       |  |
| Centrocampista | José Pedro Colturi   |  |
| Centrocampista | Obdulio Varela       |  |
| Centrocampista | Luis Prais           |  |
| Delantero      | José María Ortiz     |  |
| Delantero      | Francisco Martiarena |  |
| Delantero      | Raúl Schiaffino      |  |
| Delantero      | Óscar Chirimini      |  |
| Delantero      | Ernesto Vidal        |  |
| DT             | Alberto Suppici      |  |

| Guardameta     | Amadeo Carrizo    |  |
| Defensa        | Ricardo Vaghi     |  |
| Defensa        | Eduardo Rodríguez |  |
| Centrocampista | Norberto Yácono   |  |
| Centrocampista | Nestor Rossi      |  |
| Centrocampista | José Ramos        |  |
| Delantero      | Juan Carlos Muñoz |  |
| Delantero      | Alberto Gallo     |  |
| Delantero      | Ángel Labruna     |  |
| Delantero      | Félix Loustau     |  |
| Delantero      | Adolfo Pedernera  |  |
| DT             | Carlos Peucelle   |  |

| Anotado | 52' | Oscar Chirimini |

| Anotado | 28' | Ángel Labruna |
| Anotado | 58' | Ángel Labruna |

| Guardameta     | Roque Gastón Máspoli |  |
| Defensa        | Agustín Prado        |  |
| Defensa        | Sixto Possamay       |  |
| Centrocampista | José Pedro Colturi   |  |
| Centrocampista | Obdulio Varela       |  |
| Centrocampista | Luis Prais           |  |
| Delantero      | José María Ortiz     |  |
| Delantero      | Francisco Martiarena |  |
| Delantero      | Raúl Schiaffino      |  |
| Delantero      | Óscar Chirimini      |  |
| Delantero      | Ernesto Vidal        |  |
| DT             | Alberto Suppici      |  |

| Guardameta     | Amadeo Carrizo    |  |
| Defensa        | Ricardo Vaghi     |  |
| Defensa        | Eduardo Rodríguez |  |
| Centrocampista | Norberto Yácono   |  |
| Centrocampista | Nestor Rossi      |  |
| Centrocampista | José Ramos        |  |
| Delantero      | Juan Carlos Muñoz |  |
| Delantero      | Alberto Gallo     |  |
| Delantero      | Ángel Labruna     |  |
| Delantero      | Félix Loustau     |  |
| Delantero      | Adolfo Pedernera  |  |
| DT             | Carlos Peucelle   |  |

| Anotado | 52' | Oscar Chirimini |

| Anotado | 28' | Ángel Labruna |
| Anotado | 58' | Ángel Labruna |

Encuentro de vuelta
| 11 de diciembre de 1945 | River Plate               | 3:2 (2:1) | Peñarol                                         | Estadio El Gasómetro, Buenos Aires |                           |
|                         | Ángel Labruna 35' 40' 71' |           | Ernesto Vidal 21' · Juan Alberto Schiaffino 84' | Árbitro(s): Eduardo Forte          | Árbitro(s): Eduardo Forte |

| Guardameta     | Amadeo Carrizo    |  |
| Defensa        | Ricardo Vaghi     |  |
| Defensa        | Eduardo Rodríguez |  |
| Centrocampista | Norberto Yácono   |  |
| Centrocampista | Nestor Rossi      |  |
| Centrocampista | José Ramos        |  |
| Delantero      | Juan Carlos Muñoz |  |
| Delantero      | Alberto Gallo     |  |
| Delantero      | Ángel Labruna     |  |
| Delantero      | Felix Loustau     |  |
| Delantero      | Adolfo Pedernera  |  |
| DT             | Carlos Peucelle   |  |

| Guardameta     | Roque Gastón Máspoli |  |
| Defensa        | Mario Lorenzo        |  |
| Defensa        | Sixto Possamay       |  |
| Centrocampista | José Pedro Colturi   |  |
| Centrocampista | Obdulio Varela       |  |
| Centrocampista | Luis Prais           |  |
| Delantero      | José María Ortiz     |  |
| Delantero      | Domingo Gelpi        |  |
| Delantero      | Raúl Schiaffino      |  |
| Delantero      | Óscar Chirimini      |  |
| Delantero      | Ernesto Vidal        |  |
| DT             | Alberto Suppici      |  |

| Anotado | 35' | Ángel Labruna |
| Anotado | 40' | Ángel Labruna |
| Anotado | 71' | Ángel Labruna |

| Anotado | 21' | Ernesto Vidal   |
| Anotado | 84' | Raúl Schiaffino |

| Guardameta     | Amadeo Carrizo    |  |
| Defensa        | Ricardo Vaghi     |  |
| Defensa        | Eduardo Rodríguez |  |
| Centrocampista | Norberto Yácono   |  |
| Centrocampista | Nestor Rossi      |  |
| Centrocampista | José Ramos        |  |
| Delantero      | Juan Carlos Muñoz |  |
| Delantero      | Alberto Gallo     |  |
| Delantero      | Ángel Labruna     |  |
| Delantero      | Felix Loustau     |  |
| Delantero      | Adolfo Pedernera  |  |
| DT             | Carlos Peucelle   |  |

| Guardameta     | Roque Gastón Máspoli |  |
| Defensa        | Mario Lorenzo        |  |
| Defensa        | Sixto Possamay       |  |
| Centrocampista | José Pedro Colturi   |  |
| Centrocampista | Obdulio Varela       |  |
| Centrocampista | Luis Prais           |  |
| Delantero      | José María Ortiz     |  |
| Delantero      | Domingo Gelpi        |  |
| Delantero      | Raúl Schiaffino      |  |
| Delantero      | Óscar Chirimini      |  |
| Delantero      | Ernesto Vidal        |  |
| DT             | Alberto Suppici      |  |

| Anotado | 35' | Ángel Labruna |
| Anotado | 40' | Ángel Labruna |
| Anotado | 71' | Ángel Labruna |

| Anotado | 21' | Ernesto Vidal   |
| Anotado | 84' | Raúl Schiaffino |

|                                |
| Bandera de Argentina           |
| Campeón River Plate 4.º título |